# Willitoft
Willitoft är en by i civil parish Bubwith, i distriktet East Riding of Yorkshire, i grevskapet East Riding of Yorkshire, i England. Byn är belägen 15 km från Market Weighton. Willitoft var en civil parish 1866–1935 när blev den en del av Bubwith. Civil parish hade 53 invånare år 1931. Byn nämndes i Domedagsboken (Domesday Book) år 1086, och kallades då Wilgetot.